# Cueva de Andrebot
La cueva de Andrebot es una gruta situada en la provincia de Huesca, en las inmediaciones del municipio de Boltaña y de la localidad de Rodellar.

## Descripción
La cueva, situada en las inmediaciones de las localidades de Boltaña y Rodellar, viene descrita por Gabriel Puig y Larraz en la obra titulada Cavernas y simas de España (1896) con las siguientes palabras:

Cueva de Andrebot.―Se encuentra á la izquierda del camino de Rodellar á Sararablo, pasando el barranco Macum. Tiene 44 metros de anchura y seis á ocho de altura en su entrada, con una longitud de 70 metros. Su piso, en declive hacia arriba, está lleno de peñascos cubiertos por costras calizas de dos decímetros de espesor, y su techo simula un cielo raso en su fondo, con cordones de caliza incrustante, á modo de vigas de un tejado.
(Puig y Larraz, 1896, p. 164)

Es uno de los bienes de interés cultural de la provincia de Huesca.